# Komlavi Loglo
Komlavi Loglo (ur. 30 grudnia 1984 w Badou) – togijski tenisista, reprezentant w Pucharze Davisa, olimpijczyk z Pekinu (2008).

## Kariera tenisowa
Karierę zawodową Loglo rozpoczął w 2003 roku. W swoim dorobku ma siedem tytułów z serii ITF Men's Circuit.
W latach 2000–2003 reprezentował Togo w Pucharze Davisa rozgrywając łącznie osiemnaście meczów, z których w trzynastu zwyciężał.
Dnia 31 marca 2008 roku otrzymał zaproszenie do udziału w igrzyskach olimpijskich w Pekinie. W 1 rundzie został wyeliminowany przez Kevina Andersona.
W rankingu gry pojedynczej Loglo najwyżej był na 316. miejscu (1 października 2007).